# Indianes

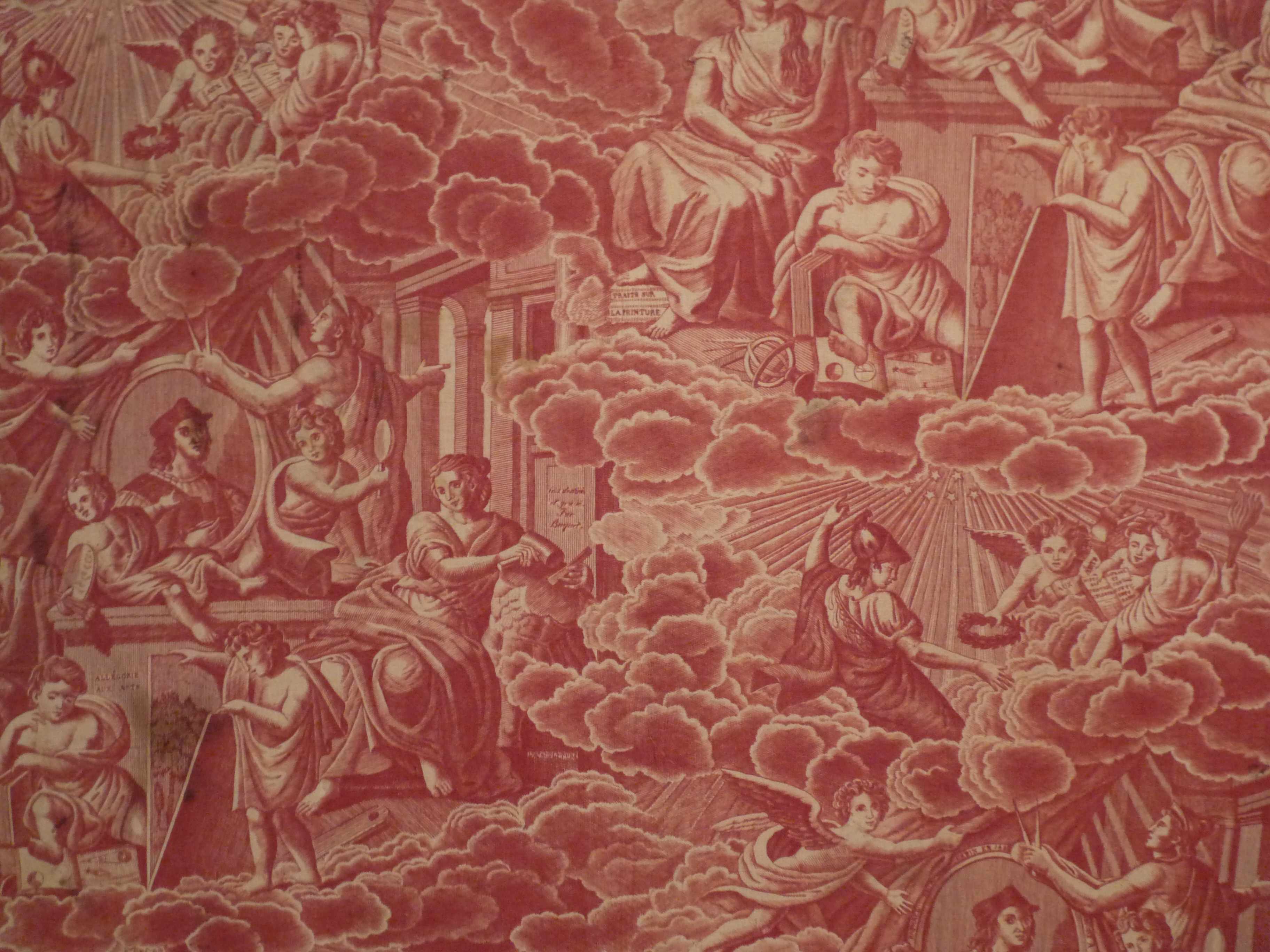
Teixit d'indiana de Narcisse-Alexandre Buquet (Rouen, v. 1855)

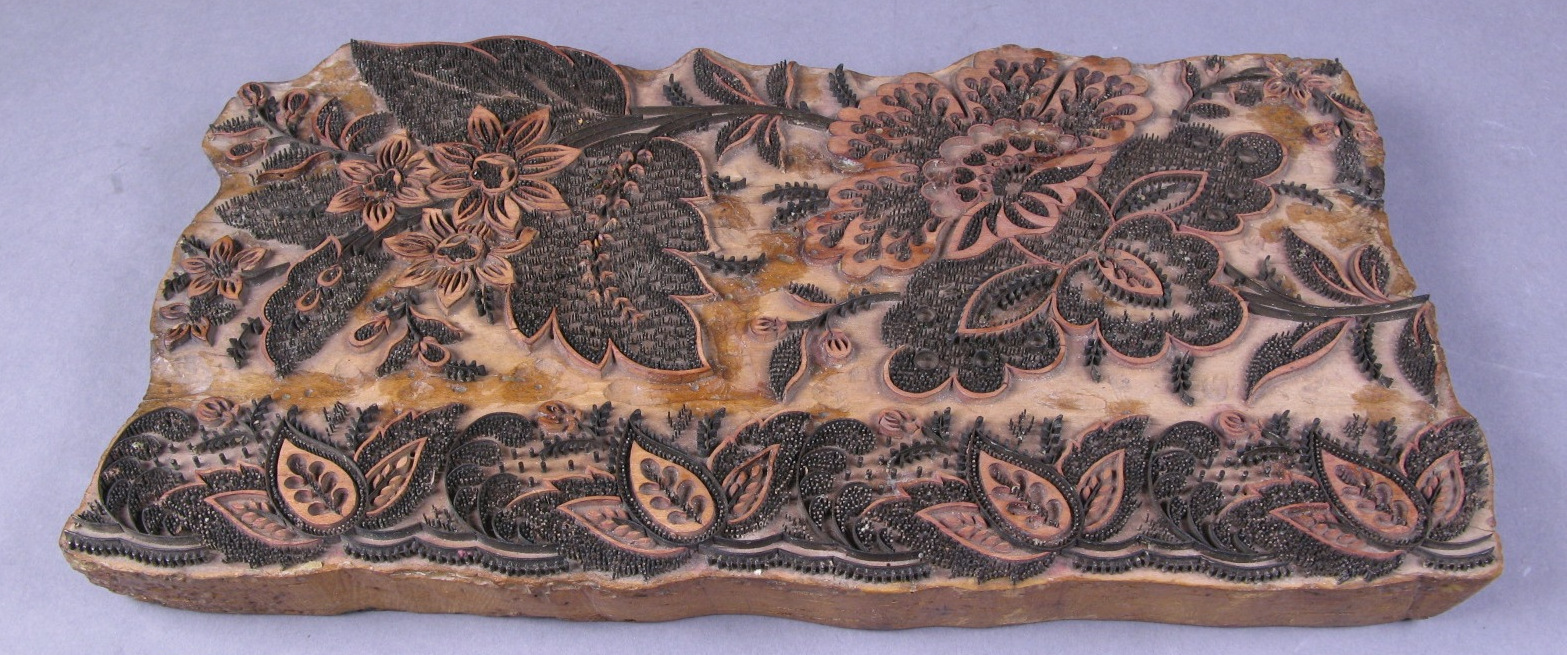
Motlle de fusta per a l'estampació d'indianes, al Museu d'Història de Barcelona

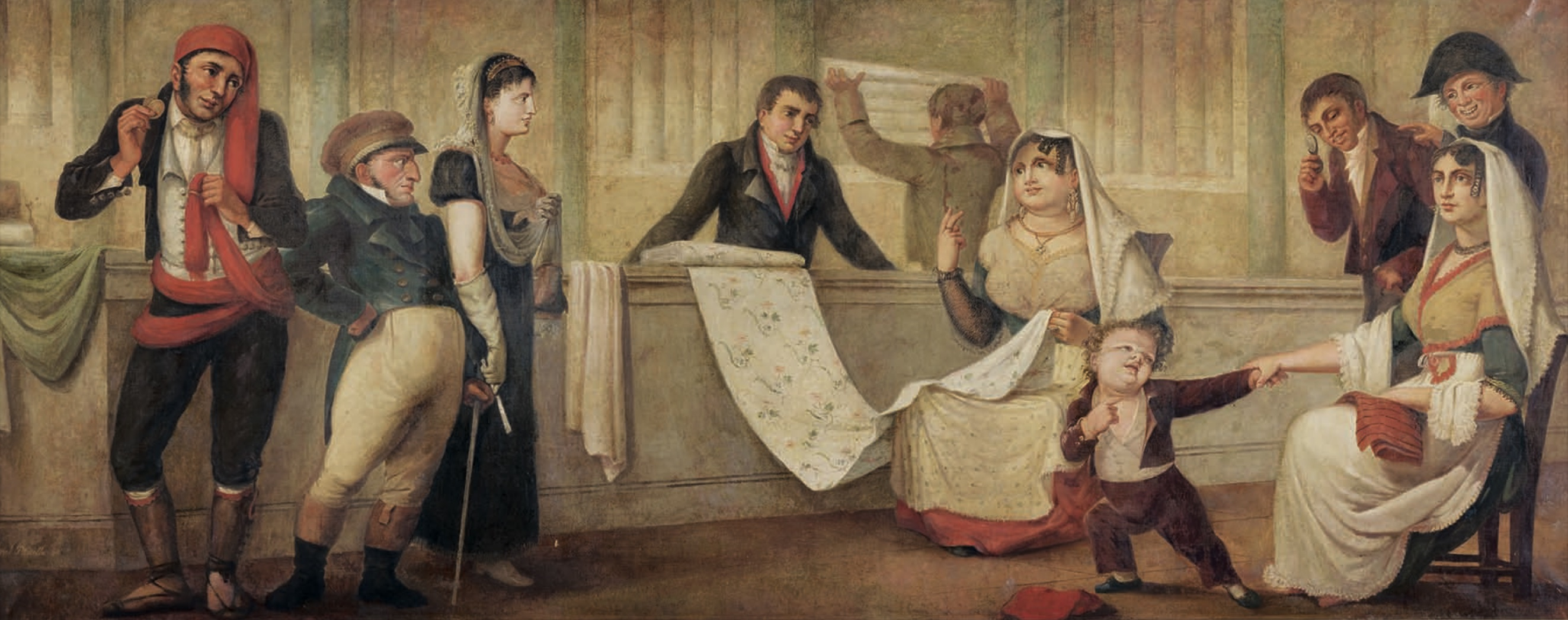
Botiga d'indianes. Pintura atribuïda a Gabriel Planella i Conxello. Col·lecció del Museu d'Història de Barcelona.

Les indianes eren uns teixits de cotó estampats per una sola cara, que rebien aquest nom perquè imitaven produccions d'origen oriental de teixit calicó, especialment de l'Índia. Van començar a ser conegudes a Occident a la segona meitat del segle xvii.
A causa de la gran demanda, a Europa van sorgir diversos centres productors d'indianes. A França, per exemple, sobresurten Marsella i Jouy-en-Josas. Barcelona també va esdevenir un important centre productor, fins al punt que aquesta manufactura fou capaç de generar les condicions econòmiques, tecnològiques i institucionals que van acabar situant Barcelona entre les ciutats capdavanteres de la industrialització europea.

## Tècnica
El procés de blanqueig i assecat era llarg, complex i requeria molt d'espai, ja que les teles eren humitejades i esteses al sol, espai que es coneixia com a prat d'indianes regat per petits canals. Una vegada tenyides, les robes es posaven a eixugar als prats, els quals adquirien el color de la roba. Calia que hi hagués prou herba perquè el teixit no s'embrutés. Com que les peces estaven alguns dies esteses, el terreny havia de ser molt espaiós.

## La producció d'indianes a Barcelona
L'existència d'un mercat consolidat d'indianes a Barcelona va propiciar que entre 1736 i 1738 apareguessin les primeres iniciatives empresarials per fabricar teixits estampats a la ciutat. Ho afavorien, en part, les mesures proteccionistes per fomentar l'economia peninsular què prohibia la importació de filats estrangers. El primer fabricant que va tenir la ciutat va ser Esteve Canals qui tenia el seu establiment al carrer del Portal Nou.
El 1784 hi havia més de 80 fàbriques d'indianes a Barcelona, amb 2.000 telers i 9.000 treballadors, que van arribar fins als 13.000 l'any 1796, quan la guerra amb Anglaterra va interrompre el comerç marítim. Segons un cens de 1851, a la zona ocupada per l'actual barri de la Marina del Prat Vermell hi havia sis prats d'indianes, entre ells el Prat Vermell.
Amb la Guerra Gran (1793-1795), la Guerra del Francès (1808-1814) i la pèrdua de les colònies americanes, les fàbriques d'indianes es van haver de reconvertir. Entre el 1784 i el 1785 es va produir la introducció a Barcelona de les màquines de filar angleses. El procés de mecanització va continuar amb l'adopció del cilindre d'estampar i del teler mecànic.
L'any 2012 el Museu d'Història de Barcelona va presentar una exposició monogràfica sobre les indianes i els orígens de la Barcelona industrial.